# ويلبر ويد كارد
ويلبر ويد كارد (بالإنجليزية: Wilbur Wade Card)‏ هو لاعب كرة قاعدة أمريكي، ولد في 29 أكتوبر 1873 في فرانكلينتون في الولايات المتحدة، وتوفي في 3 سبتمبر 1948 بسبب نوبة قلبية.